# 白映棠
白映棠（?—?），鑲白旗漢軍王殿元佐領下監生，官至山東按察使。康熙年間曾與何国栋、索柱、貢額、明安圖等跋山涉水，行遍全國，繪測康熙皇輿全覽圖。